# Ove Weikop
Ove Vilhelm Weikop, né le 21 avril 1897 à Copenhague (Danemark) et mort le 1er avril 1986, est un homme politique danois membre du Parti populaire conservateur (KF), ancien ministre et ancien député au Parlement (le Folketing).

## Distinctions
- Commandeur de 1re classe de l'ordre du Dannebrog